# Real Jardim Botânico de Madrid
O Real Jardim Botânico de Madrid (em espanhol: Real Jardín Botánico de Madrid) é um centro de pesquisas e jardim botânico localizado no Paseo del Prado, um importante logradouro da cidade de Madrid, Espanha. 
Foi fundado em 17 de outubro de 1755 por decreto real de Fernando VI nas proximidades do rio Manzanares, tendo sido transferido para a localização atual por Carlos III em 1781 como instituição adjacente ao Museu do Prado.
Uma das mais referenciadas instituições de pesquisa botânica na Espanha, o Real Jardim Botânico abriga três terraços e espécies nativas das Américas e do Pacífico, além das nativas europeias. É também considerado uma atração turística da cidade. Desde 1939, é administrado pelo Conselho Superior de Investigações Científicas. 

## História
O primeiro jardim botânico foi criado por Felipe II seguindo conselhos do médico Andrés Laguna. Situava-se nas propriedades do Palácio Real de Aranjuez. Em 1755, no reinado de Fernando VI, o jardim botânico foi transferido para as proximidades do rio Manzanares (onde hoje encontra-se a Puerta de Hierro) e recebeu a denominação de "Real Jardín Botánico". A esta altura, o espaço abrigava cerca de 2 mil espécies, grande parte delas obtidas por intermédio do botânico José Quer. 
Em 1774, por decreto de Carlos III, o jardim foi transferido novamente, desta vez para a sua atual localização no Paseo del Prado. O projeto teria sido idealizado pelo Conde de Floridablanca, então Primeiro-ministro do Reino, com o intuito de promover a imagem cultural da corte de Carlos III. Além do Jardim Botânico, o Real Gabinete de História Natural e o Observatório Astronômico Nacional também seriam transferidos para o mesmo local. A arquitectura do espaço final ficou a cargo de Francesco Sabatini e Juan de Villanueva.